# 긴꼬리친칠라
긴꼬리친칠라(Chinchilla lanigera)는 친칠라과에 속하는 설치류의 일종이다. "칠레친칠라"와 "해안친칠라", "커먼친칠라", "작은친칠라"로도 불린다. 긴꼬리친칠라의 야생 개체군은 칠레 제4주(코킴보 주) 이야펠 근처의 아우코의 친칠라 국립 보호 구역과 코킴보 북쪽 약 100km의 라이게라 지역에서 발견된다. 칠레 탈카 지역부터 북쪽으로 페루까지 발견된 기록이 있으며, 19세기 중반까지 칠레친칠라는 초아파 강 남쪽에서는 발견되지 않았다. 알려진 화석종은 없다.